# 火車怪客
《火車怪客》（英語：Strangers on a Train）是英國導演亞佛烈德·希區考克所執導的一部美國犯罪驚悚電影，於1951年上映，為希區考克生涯的代表作之一。改编自美国女作家派翠西亞·海史密斯所著的1950年同名小说。由花利·格蘭加、露絲·羅曼、Robert Walker主演。

## 劇情
凱亨準備和外遇的妻子離婚，但妻子不答應，為此他非常煩惱。一天他在列車上遇到一位陌生人布魯洛·安東尼，他要凱亨殺死自己的父親，他幫凱亨殺死他的妻子。

## 演員
- 花利·格蘭加 飾 Guy Haines
- 露絲·羅曼（英语：Ruth Roman） 飾 Anne Morton
- 羅拔·赫遜·獲加 飾 Bruno Anthony
- 萊奧·G·卡羅爾（英语：Leo G. Carroll） 飾 Senator Morton
- Patricia Hitchcock（英语：Pat Hitchcock） 飾 Barbara Morton
- Laura Elliott（英语：Kasey Rogers） 飾 Miriam Joyce Haines
- Marion Lorne（英语：Marion Lorne） 飾 Mrs. Anthony
- 喬納森·海爾（英语：Jonathan Hale） 飾 Mr. Anthony
- Howard St. John（英语：Howard St. John） 飾 Police Capt. Turley
- 約翰·布朗（英语：John Brown (actor)） 飾 Professor Collins
- 諾瑪·瓦登（英语：Norma Varden） 飾 Mrs. Cunningham
- Robert Gist（英语：Robert Gist） 飾 Detective Hennessey
- Georges Renavent（英语：Georges Renavent） 飾 Monsieur Darville（未掛名）
- Odette Myrtil（英语：Odette Myrtil） 飾 Madame Darville（未掛名）

亞弗列·希治閣於電影中客串11分鐘。他飾演一邊拿着低音提琴，一邊爬進列車上的人。

## 評價
《火車怪客》被美國電影學會選為AFI百年百大驚悚電影第32名。

## 外部連結
- 互联网电影数据库（IMDb）上《火車怪客》的资料（英文）